# Late Imperial China
A Late Imperial China 1981-ben alapított sinológiai szakfolyóirat, amely évente két alkalommal jelenik meg.

## Története
A folyóiratot 1981-ben alapították és elsősorban a Ming- és Csing-kori vonatkozású tudományos cikkeket publikál évente két alkalommal.

## Fordítás
- Ez a szócikk részben vagy egészben  a   Late Imperial China című angol Wikipédia-szócikk fordításán alapul.  Az eredeti cikk szerkesztőit annak laptörténete sorolja fel. Ez a jelzés csupán a megfogalmazás eredetét és a szerzői jogokat jelzi, nem szolgál a cikkben szereplő információk forrásmegjelöléseként.